# Томчиці (гміна Блендув)
Томчиці (пол. Tomczyce) — село в Польщі, у гміні Блендув Груєцького повіту Мазовецького воєводства.
Населення — 55 осіб (2011).
У 1975—1998 роках село належало до Радомського воєводства.

## Демографія
Демографічна структура станом на 31 березня 2011 року:
|          | Загалом | Допрацездатний вік | Працездатний вік | Постпрацездатний вік |
| -------- | ------- | ------------------ | ---------------- | -------------------- |
| Чоловіки | 27      | 5                  | 17               | 5                    |
| Жінки    | 28      | 11                 | 15               | 2                    |
| Разом    | 55      | 16                 | 32               | 7                    |